# Sho Naruoka
Sho Naruoka (成岡 翔 Naruoka Sho?, nacido el 31 de mayo de 1984 en Shizuoka) es un futbolista japonés que se desempeña como centrocampista.

## Trayectoria

### Clubes
| Club            | País  | Año         |
| --------------- | ----- | ----------- |
| Júbilo Iwata    | Japón | 2003 - 2010 |
| Avispa Fukuoka  | Japón | 2011 - 2012 |
| Albirex Niigata | Japón | 2013 - 2017 |
| SC Sagamihara   | Japón | 2018 -      |

## Estadística de carrera

### J. League
| Club            | Año   | J. League | J. League | Copa J. League | Copa J. League | Total | Total |
| Club            | Año   | Part.     | Goles     | Part.          | Goles          | Part. | Goles |
| --------------- | ----- | --------- | --------- | -------------- | -------------- | ----- | ----- |
| Júbilo Iwata    | 2003  | 12        | 0         | 5              | 1              | 17    | 1     |
| Júbilo Iwata    | 2004  | 20        | 1         | 6              | 1              | 26    | 2     |
| Júbilo Iwata    | 2005  | 18        | 2         | 1              | 0              | 19    | 2     |
| Júbilo Iwata    | 2006  | 16        | 3         | 8              | 1              | 24    | 4     |
| Júbilo Iwata    | 2007  | 30        | 8         | 4              | 0              | 34    | 8     |
| Júbilo Iwata    | 2008  | 15        | 2         | 6              | 0              | 21    | 2     |
| Júbilo Iwata    | 2009  | 19        | 3         | 4              | 0              | 23    | 3     |
| Júbilo Iwata    | 2010  | 33        | 3         | 9              | 2              | 42    | 5     |
| Avispa Fukuoka  | 2011  | 27        | 3         | 1              | 0              | 28    | 3     |
| Avispa Fukuoka  | 2012  | 37        | 6         | -              | -              | 37    | 6     |
| Albirex Niigata | 2013  | 34        | 4         | 4              | 0              | 38    | 4     |
| Albirex Niigata | 2014  | 23        | 3         | 3              | 0              | 26    | 3     |
| Albirex Niigata | 2015  | 26        | 1         | 6              | 0              | 32    | 1     |
| Albirex Niigata | 2016  | 18        | 2         | 4              | 0              | 22    | 2     |
| Albirex Niigata | 2017  | 12        | 0         | 3              | 0              | 15    | 0     |
| Total           | Total | 340       | 41        | 64             | 5              | 404   | 46    |